# Specchio (Solignano)
Specchio è una frazione del comune di Solignano, in provincia di Parma.
La località dista 6,20 km dal capoluogo.

## Geografia fisica
La minuscola frazione di Specchio sorge alla quota di 566 m s.l.m., sul monte Spinola, che divide la val Pessola dalla piccola valle del rio della Marena, affluente destro del torrente Ceno; scendendo lungo quest'ultimo versante, a poca distanza si trova l'abitato di Filippi, posto alla quota di 566 m s.l.m., mentre a fondovalle, sulla sponda destra del Ceno, è situato il centro di Marena, alla quota di 274 m s.l.m. Più a monte lungo la val Ceno, sorgono le località di Zibel alla quota di 333 m s.l.m. e, sul crinale tra le piccole valli dei rii della Selva e della Lubbia, di Massari alla quota di 449 m s.l.m.

## Storia
Il monte di Specchio, detto anche monte Spinola, fin dall'epoca alto-medievale fu a lungo conteso da parmigiani e piacentini; nel 674 il re dei Longobardi Pertarito fissò il confine tra i territori gestiti dalle due città e dalle rispettive diocesi proprio in corrispondenza del rilievo.
In seguito fu edificato sulla sommità del monte un castello, menzionato per la prima volta nel 1132 quando fu alienato, unitamente ai diritti sul borgo e ad altri beni posti nella zona di Varsi, al Comune di Piacenza da Attone e Alberico da Fabrica.
Le controversie tuttavia non cessarono e nel 1176 la cappella fu contesa in una lite tra il vescovo di Parma Bernardo degli Uberti e il vescovo di Piacenza Tedaldo; la sentenza, favorevole a quest'ultimo, fu emessa dal vescovo di Brescia Giovanni Griffi e confermata dal papa Alessandro III.
Nel 1191 parmigiani e piacentini avviarono una nuova disputa riguardante i diritti sul castello, che coinvolse anche grondolesi da una parte e pontremolesi dall'altra; nonostante i propositi di risolvere finalmente la lunga controversia nominando quattro arbitri, due per fazione, gli accesi scontri perdurarono a lungo senza soluzione.
Nel 1249 l'imperatore del Sacro Romano Impero Federico II di Svevia investì il suo condottiero Oberto II Pallavicino di numerose terre nel Parmense e nel Piacentino, tra cui Specchio.
Nel 1391 il duca di Milano Gian Galeazzo Visconti assegnò i feudi di Specchio e di Pellegrino ai marchesi Galvano e Manfredo Pallavicino; nel 1397 il Duca confermò i diritti ai marchesi Braccialino e Filippone Pallavicino.
Nel 1422 il duca Filippo Maria Visconti rinnovò l'investitura al marchese Manfredo, figlio di Filippone; tuttavia, nel 1428 le truppe milanesi, guidate dal capitano di ventura Niccolò Piccinino, conquistarono il castello di Pellegrino, arrestando il Pallavicino; il Marchese sotto tortura confessò di aver congiurato contro il Duca, che lo condannò a morte, incamerò tutti i suoi beni e nel 1442 assegnò i diritti su Specchio al Piccinino.
Nel 1450 il duca Francesco Sforza investì Niccolò, Lodovico e Giovanni Pallavicino, marchesi di Scipione, del feudo di Specchio.
Nel 1690 il marchese Ascanio Pallavicino morì in carcere a Piacenza, estinguendo il ramo di Specchio del casato; il castello, unitamente a quello di Castelcorniglio, tornò quindi ai Pallavicino di Scipione, che si estinsero nel 1776.
I due manieri furono quindi assegnati ai conti Valeri, ai quali seguirono dopo pochi anni i conti Rugarli, che mantennero i diritti feudali fino alla loro abolizione sancita da Napoleone nel ducato di Parma e Piacenza nel 1805.
In seguito Specchio divenne frazione del nuovo comune (o mairie) di Solignano.

## Monumenti e luoghi d'interesse

### Chiesa di San Martino Vescovo

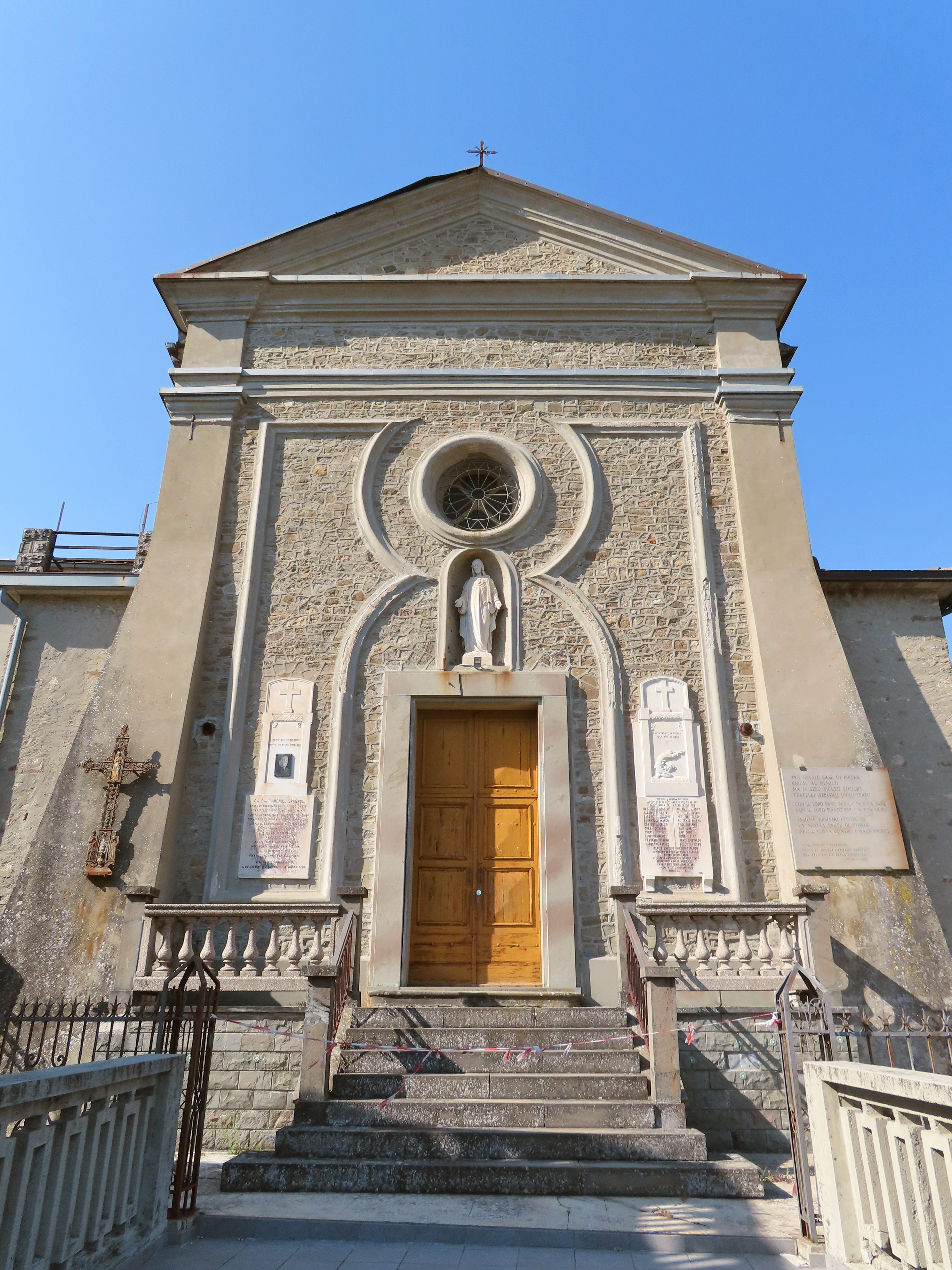
Chiesa di San Martino Vescovo

Menzionata per la prima volta nel 1176, la chiesa fu modificata successivamente a più riprese; risistemata nelle coperture nel 2001, fu aggregata nel 2003 alla diocesi di Parma. Il luogo di culto, dai tratti neoclassici e modernisti, è caratterizzato dalle ricche decorazioni interne; l'edificio conserva vari dipinti settecenteschi e una croce cinquecentesca.

### Cappella mortuaria

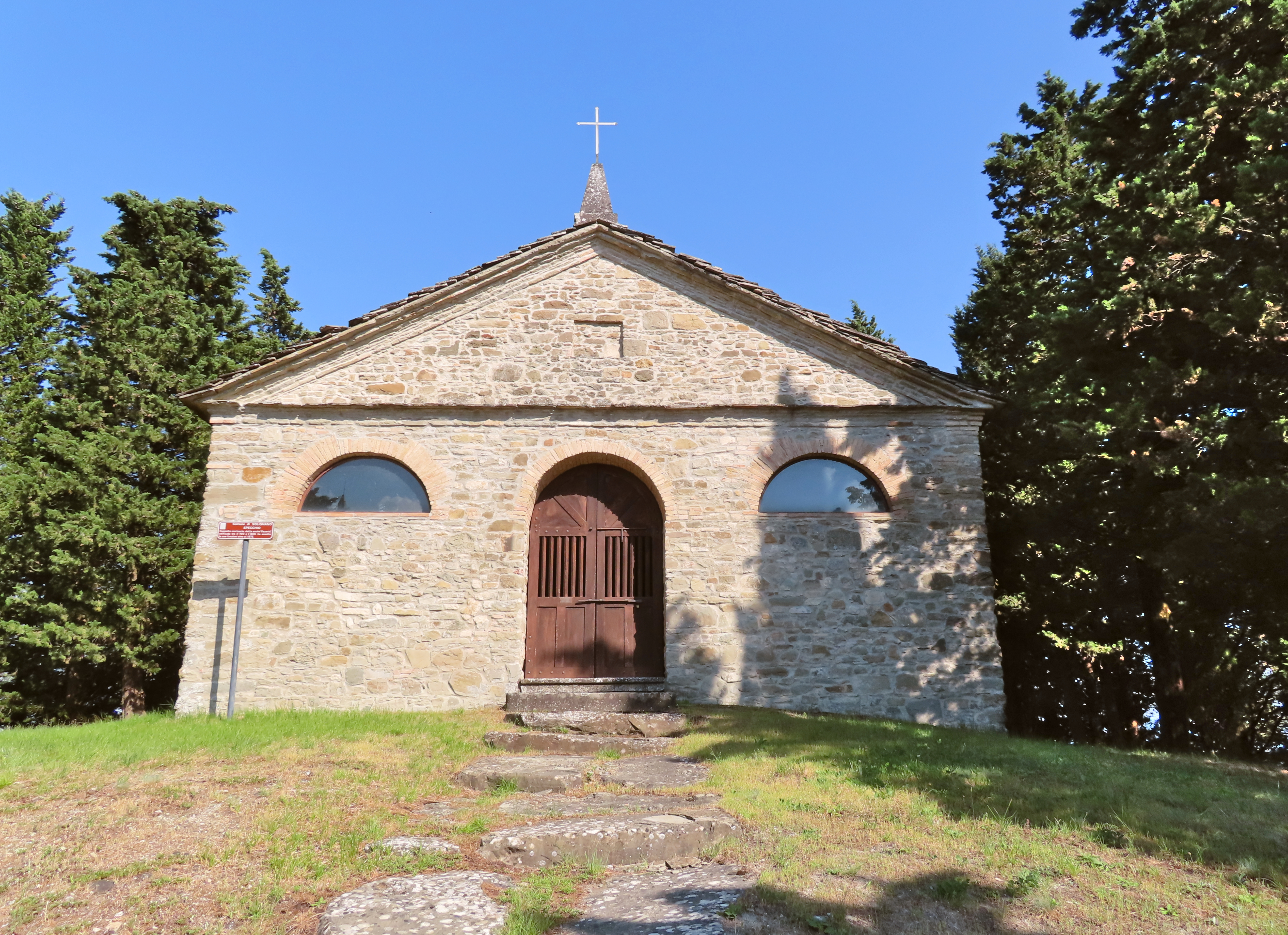
Cappella mortuaria

Edificata nel XVIII secolo sulla piccola altura di fronte alla chiesa di San Martino vescovo, la cappella neoclassica fu utilizzata fino al 1875 come sepoltura per gli abitanti del borgo.

### Oratorio di Santa Maria della Selva
Edificato nel 1493 dalla famiglia Piroli che vi eresse un beneficio col titolo di Santa Maria della Neve e Sant'Antonio Abate, l'oratorio di Selva di Specchio fu ceduto nel 1869 alla famiglia Gabelli, che dopo pochi anni estinse il beneficio; affidato in seguito alla parrocchia di San Martino di Specchio, tra il 1955 e il 1957 fu ampliato e ristrutturato; consolidato e risistemato tra il 2016 e il 2018, fu inaugurato al termine dei lavori dal vescovo di Parma Enrico Solmi. Il luogo di culto, rivestito esternamente in pietra, conserva al suo interno tre antiche statue.

### Castello
Menzionato per la prima volta nel 1132 quando fu acquistato dal Comune di Piacenza, il castello fu a lungo conteso da parmigiani e piacentini; assegnato nel 1249 al marchese Oberto II Pallavicino, fu ceduto nel 1442 a Niccolò Piccinino, per tornare nel 1450 ai Pallavicino di Scipione; da tempo abbandonato e in rovina, fu acquisito dai conti Valeri alla fine del XVIII secolo e successivamente dai conti Rugarli; acquistato nella seconda metà del XIX secolo dalla famiglia Zanetti, se ne perse in seguito ogni traccia.

### Castello di Castelcorniglio

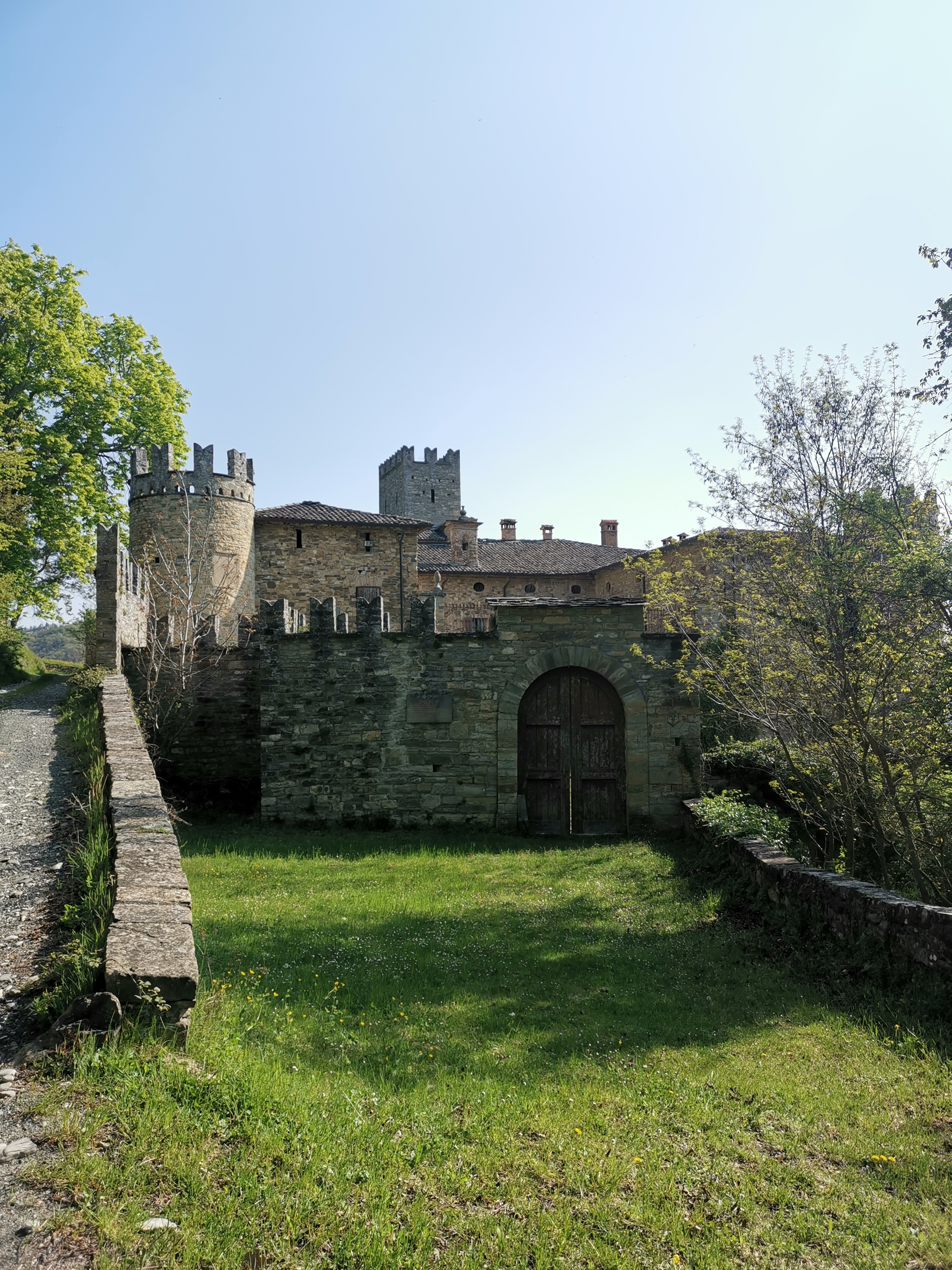
Castello di Castelcorniglio

Edificato entro il 1226 a difesa della bassa val Ceno, controllata dai parmigiani, dalle ingerenze piacentine, il castello di Corniliolum passò successivamente al marchese Manfredo Pallavicino, figlio di Oberto; assegnato nel 1430 a Niccolò Piccinino, nel 1450 fu restituito ai Pallavicino di Scipione; acquisito dai conti Valeri alla fine del XVIII secolo e successivamente dai conti Rugarli, fu acquistato nella seconda metà del XIX secolo dalla famiglia Zanetti, che lo ristrutturò completamente; alienato alla fine del secolo a Giuseppe Zanchi, fu adibito nel XX secolo ad azienda agricola e agriturismo dai suoi eredi Buratti Zanchi. Realizzato interamente in pietra, il complesso fortificato si sviluppa intorno a tre cortili ed è delimitato da una cinta muraria merlata con quattro torri angolari circolari; il massiccio corpo centrale, dominato dal mastio, ospita al suo interno la ricca biblioteca della famiglia Zanetti.

### Casatorre
Costruito in pietra, l'antico edificio è dominato dalla torre, caratterizzata dalla presenza di una serie di aperture ad arco ogivale incorniciate in mattoni, rimaneggiate in epoca più recente; di pregio risulta il balchio, ossia la scala coperta d'accesso, che si affaccia sul retro attraverso una grande apertura ad arco ribassato.

### Casatorre di Filippi
Costruita nel XVI secolo interamente in pietra, la casatorre di Filippi, appartenuta in origine all'omonima famiglia, fu in seguito in parte modificata nelle aperture; al suo interno, sviluppato su tre livelli abitativi, sono conservati i camini dell'epoca.

### Casatorre di Massari
Costruito in pietra, l'antico edificio di Massari è costituito da una torre colombaia centrale e due più basse ali contrapposte; al primo e al terzo livello si aprono alcune finestre incorniciate in laterizio e coronate da architravi in legno.

### Casa con balchio di Massari
Costruito interamente in pietra, l'antico edificio è caratterizzato dalla presenza di un lungo balchio, affacciato sulla strada attraverso due ampie aperture ad arco ribassato modanate alla base.